# Beskid Makowski

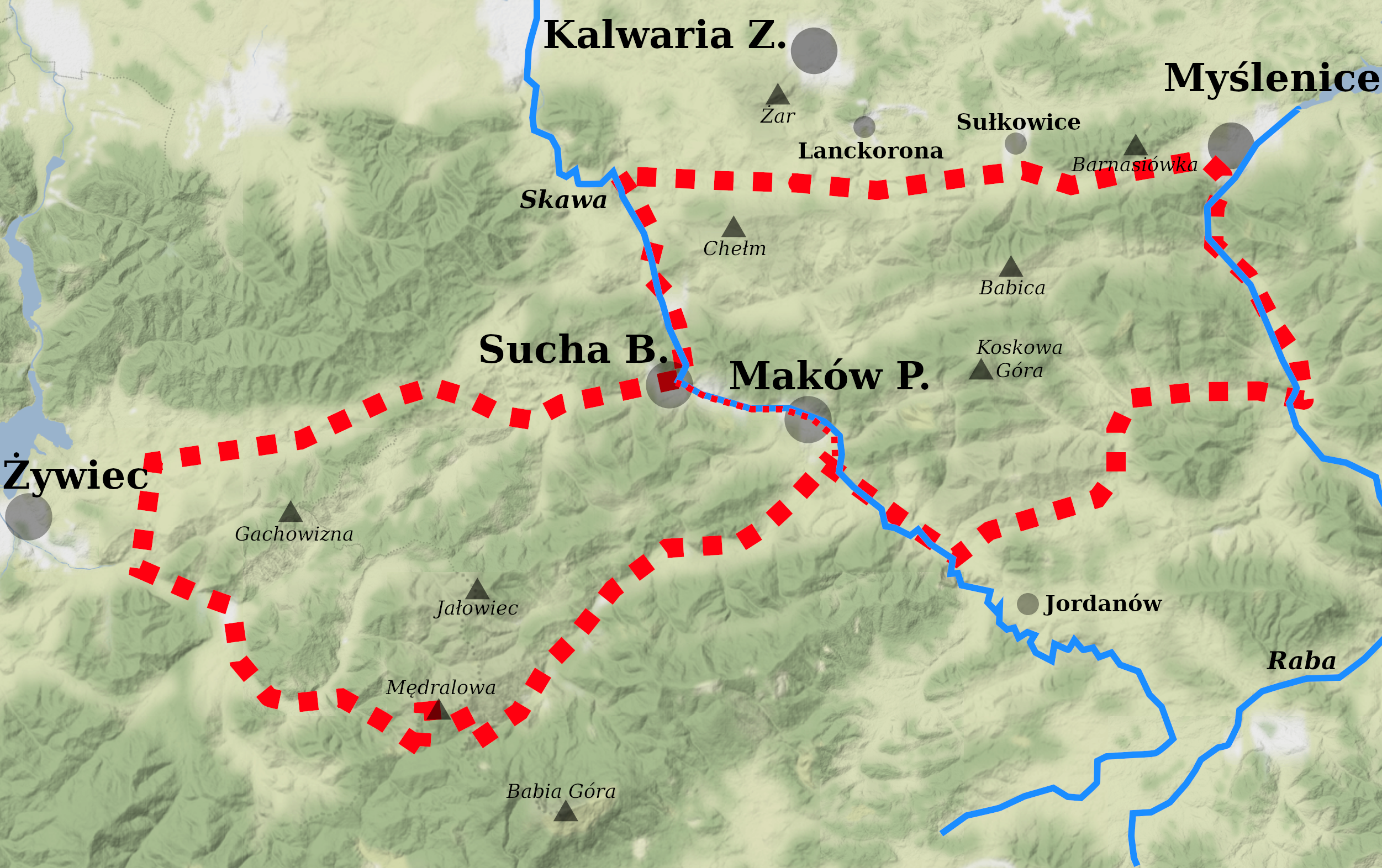
Beskid Makowski w granicach według Jerzego Kondrackiego

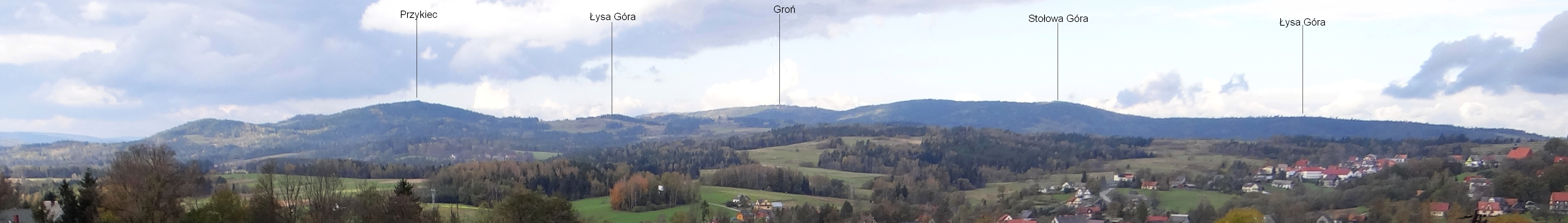
Panorama Beskidu Makowskiego z szosy przed Jordanowem

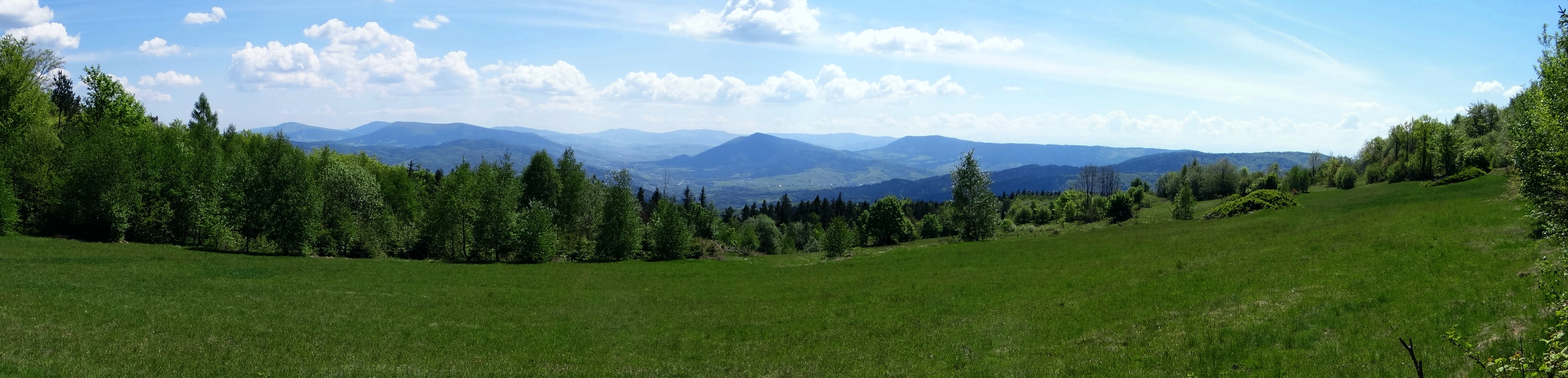
Polana Pękalówka i panorama widokowa

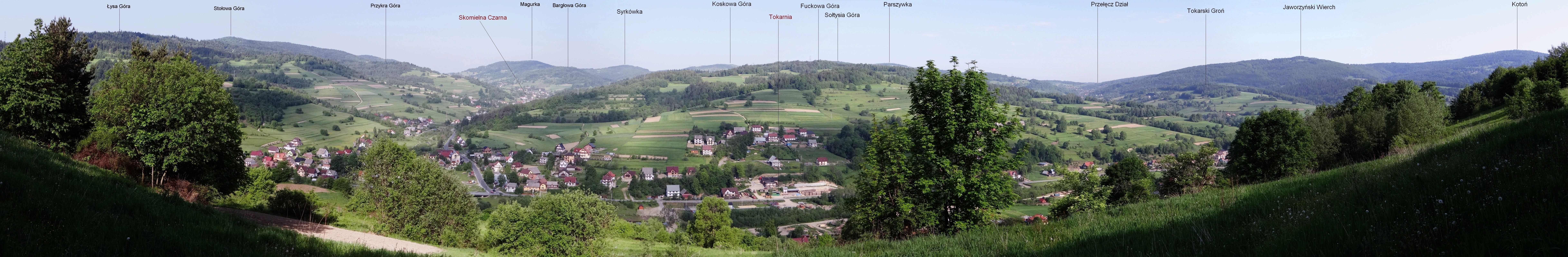
Pasmo Koskowej Góry

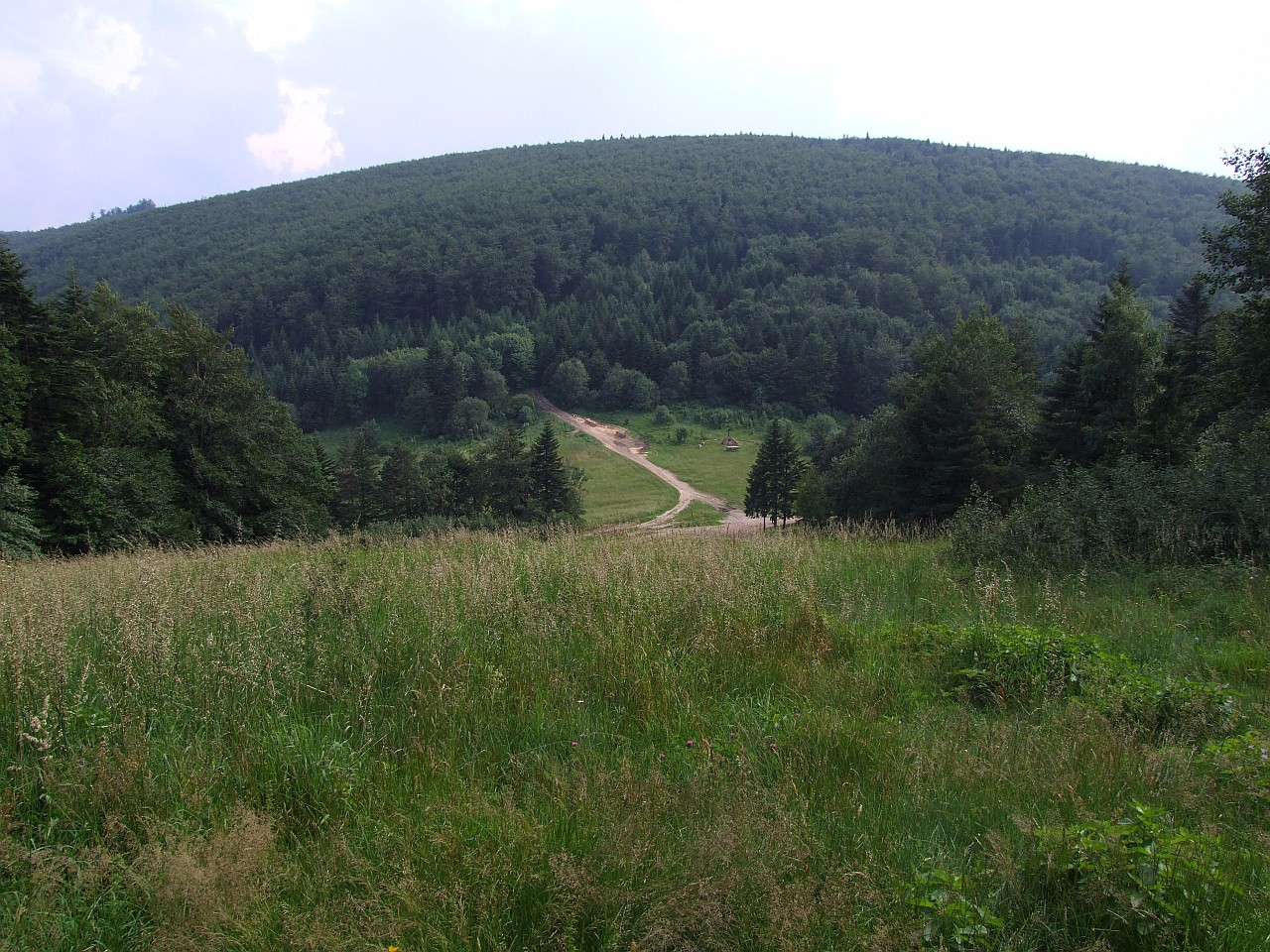
Sucha Przełęcz

Beskid Makowski (także Beskid Średni, 513.48) – grupa górska, część Beskidów Zachodnich.

## Regionalizacja
Według Jerzego Kondrackiego, autora naukowo opracowanej regionalizacji geograficznej Polski granice Beskidu Makowskiego są następujące:
- granica zachodnia: od przełęczy Głuchaczki na granicy polsko-słowackiej potokiem Przybyłka, rzeką Koszarawą w dół, zachodnim podnóżem Pasma Pewelskiego do rzeki Łękawki, Łękawką w górę i Kocońką w dół, Lachówką do Stryszawki, nią do ujścia do Skawy; Skawą dalej w dół na północ, do Skawiec.
- granica północna: po północnej stronie Pasma Babicy do Myślenic.
- granica wschodnia: od Myślenic w górę doliną Raby i jej dopływu Krzczonówki.
- granica południowa: doliną górnej Skawy do ujścia Skawicy oraz doliną Skawicy od ujścia po Przełęcz Jałowiecką Północną na granicy polsko-słowackiej.

Przy tak wyznaczonych granicach Beskid Makowski ma powierzchnię ok. 900 km², długość ok. 60 km i szerokość 15 km, a najwyższym szczytem jest Mędralowa.
Według najnowszej regionalnej geografii fizycznej Polski, granice Beskidu Makowskiego są następujące:
- granica zachodnia i południowa: od Wadowic doliną Skawy do Jordanowa dalej potokiem Malejówka do Krzczonówki.
- granica północna: po północnej stronie Pasma Babicy od Wadowic do Myślenic dalej północnymi stokami Pasma Lubomira i Łysiny.

## Opis regionu
Rzeźba terenu
Beskid Makowski zbudowany jest z piaskowców magurskich przewarstwionych warstwami łupków. W łupkach wyrzeźbione zostały doliny rzeczne. Składa się z wielu rozczłonkowanych pasm górskich i wzniesień. Są to (w nawiasie najwyższy szczyt pasma, podział według J. Kondrackiego):
- Pasmo Chełmu (Chełm 603 m)
- Pasmo Babicy (Babica 727 m)
- Pasmo Koskowej Góry (Koskowa Góra 866 m)
- Pasmo Lubomira i Łysiny (Lubomir 902 m)
- Pasmo Przedbabiogórskie (Mędralowa 1169 m). Składa się z Grupy Mędralowej, Pasma Jałowieckiego i Pasma Solnisk[4].

Klimat
Na klimat w Beskidzie Makowskim wpływa zróżnicowana rzeźba terenu i położenie geograficzne. Średnia temperatura wynosi od 5 do 7 °C. Wiosna trwa długo i jest chłodna i deszczowa, nawroty niskiej temperatury występują aż do maja. Lato bywa trochę cieplejsze niż w Beskidzie Żywieckim, lecz trwa tyle samo. Jesień jest długa i sucha. Notowane są częste wahania temperatury, tak, jak i w reszcie regionu. Zima utrzymuje się zazwyczaj od końca listopada do marca. Przeciętnie najwięcej opadów zaobserwowano w czerwcu i w sierpniu, a najmniej w październiku, średnia roczna wynosi 800 mm. Podobnie jak w Beskidzie Wyspowym zdarzają się tu inwersje temperatury.
Ludność
Jest to obszar dość gęsto zaludniony. Lasy występują głównie na wyższych grzbietach górskich, natomiast doliny i śródgórskie zrównania zajęte są pod uprawy rolne i osady ludzkie. Na terenie Beskidu Makowskiego znajdują się 4 miasta: Maków Podhalański, Sucha Beskidzka, Jordanów oraz Myślenice.

## Turystyka
Na obszarze Beskidu Makowskiego znajduje się jedyne w tym mezoregionie Schronisko PTTK na Kudłaczach. Wybrane szlaki turystyczne:
Pasmo Koskowej Góry
 Sucha Beskidzka – Mioduszyna – Maków Podhalański
 Maków Podhalański – Stańkowa – Koskowa Góra – Parszywka – Przełęcz Dział – Groń – Pcim
 łącznikowy pomiędzy niebieskim i żółtym (jw.)
 Maków Podhalański – Budzów
 Bieńkówka – Koskowa Góra – Przełęcz Jabconiówka – Groń – Zarębki – Jordanów
 Osielec – Groń (810 m) – Skomielna Czarna – Tokarnia – Knapówka – Groń – Stróża
 Zębalowa – Tokarnia – Groń – Zawadka – dojście do szlaku żółtego pod Kotoniem
 Lubień – Zębalowa – Krzeczów
Pasmo Babicy
 Mały Szlak Beskidzki na odcinku: Zembrzyce – Chełm – Zachełmna – Palcza – Bieńkowska Góra – Babica – Trzebuńska Góra – Sularzowa – Myślenice
 Stryszów – Chełm
 Budzów – Mysia Góra – Przełęcz Wrotka – Stronie
 Przełęcz Wrotka – Skawinki
 Przełęcz Sanguszki – Krowia Góra – Bieńkówka
 łącznikowy pomiędzy szlakiem niebieskim (jw.) i czerwonym Małym Szlakiem Beskidzkim
 Stróża – dojście do szlaku czerwonego Małego Szlaku Beskidzkiego pod Sularzową